# 東吉野温泉
東吉野温泉（ひがしよしのおんせん）は、奈良県吉野郡東吉野村（旧国大和国）にある温泉。
東吉野村内の温泉地は3ヶ所に分散していて、それぞれ、「東吉野温泉」「たかすみ温泉」「やはた温泉」とよばれている。

## 泉質
- 東吉野温泉：ナトリウム炭酸水素塩泉　泉温38度
- たかすみ温泉：弱アルカリ性Na‐塩化物泉
- やはた温泉：ナトリウム水素塩泉　泉温20度

## 温泉地
- それぞれの源泉の元湯として日帰り入浴施設がある。

## アクセス
- 車：名阪国道針ICから国道369号・国道166号を経由し、
  - 東吉野温泉（木津地区）：国道166号沿い。
  - たかすみ温泉（下平野地区）：東吉野村出合付近から県道28号を北へ。
  - やはた温泉（大豆生地区）：東吉野村鷲家付近から県道16号を経て、小川地区（村役場付近）から四郷川に沿ってのぼる。